# Видміни
Видміни (пол. Wydminy, нім. Widminnen) — село в Польщі, у гміні Видміни Гіжицького повіту Вармінсько-Мазурського воєводства.
Населення — 2367 осіб (2011).
У 1975-1998 роках село належало до Сувальського воєводства.

## Демографія
Демографічна структура станом на 31 березня 2011 року:
|          | Загалом | Допрацездатний вік | Працездатний вік | Постпрацездатний вік |
| -------- | ------- | ------------------ | ---------------- | -------------------- |
| Чоловіки | 1123    | 226                | 772              | 125                  |
| Жінки    | 1244    | 211                | 718              | 315                  |
| Разом    | 2367    | 437                | 1490             | 440                  |